# الحشاة (جبلة)

تعديل مصدري - تعديل

الحشاة محلة تابعة لقرية فحل، التابعة لعزلة جبل رعوين بمديرية جبلة إحدى مديريات محافظة إب في الجمهورية اليمنية، بلغ تعداد سكانها 156 حسب تعداد اليمن لعام 2004.